# 한국전력기술
한국전력기술주식회사(韓國電力技術株式會社, KEPCO Engineering & Construction Company, Inc.)는 대한민국의 원자력 및 화력발전소 기술자립을 위해 세워진 회사이다. 2009년말 UAE 원전수주에서 설계를 맡고 있다. 친환경 발전소 설계경험과 노하우를 바탕으로 탈황·탈질 등 첨단 대기오염방지설비사업, 에너지절약사업(ESCO), 온실가스저감사업(CDM) 등 환경사업과 신재생에너지 사업분야에서도 많은 성과를 보여주며 대한민국의 저탄소 녹색성장에 기여하고 있다. 흔히 줄여서 한전기술(KEPCO E&C)로 불린다. 주식의 65.78%를 한국전력이 소유하고 있는 한전 자회사이다.

## 역사
1975년 10월 한국원자력연구소와 미국의 번즈 앤 로우사(Burns and Roe)가 합작하여 ‘주식회사 코리아아토믹번즈앤드로(KABAR)’설립. 1976년 10월 번즈 앤 로우사가 소유지분을 한국원자력연구소에 양도하며 사명을 ‘한국원자력기술주식회사(KNE)’로 변경 1978년 6월 1일 KNE를 ‘정부주도형으로 육성’한다는 대통령의 지시로 한국전력이 자본투자에 나서게 된다. 회사의 자체경영이 될 때까지 한국전력은 재정적 지원을 하고, 한국원자력연구소는 운영관리를 맡기로 결정한다. 1982년 7월 2일 한국전력은 회사의 일관된 정책수립을 위해 독자적인 출자를 결정하고, 민간기업이 소유하고 있던 주식을 인수하여 ‘한국전력기술(KOPEC)’로 사명을 변경하였다. 2010년 7월 영문사명을 'KOPEC'에서 'KEPCO E&C'로 변경하였다. 2015년 8월에는 경기도 용인시에서 경상북도 김천시로 이전하였다.

## 역대 사장

### 공사화 이전
- 김종주 (1975~1976)
- 이해 (1976~1977)
- 윤용구 (1977~1978)
- 현경호 (1978~1980)
- 차종희 (1980~1982)

### 공사화 이후
- 정근모 (1982~1986)
- 민경식 (1986~1988)
- 신기조 (1988~1990)
- 이종훈 (1990~1993)
- 장기옥 (1993~1996)
- 이호림 (1996~1998)
- 박상기 (1998~2000)
- 박용택 (2000~2003)
- 정경남 (2003~2004)
- 임성춘 (2004~2007)
- 송인회 (2007~2008)
- 권호철 (2008~2009)
- 안승규 (2009~2013)
- 박구원 (2013~2017)
- 조직래 사장대행 (2017~2018)
- 이배수 (2018~2021)
- 김성암 (2021~2024)

## 조직
- 감사
  - 감사실

### 사장
- 미래전력기술연구소
  - 기술전략실
  - ICT솔루션실
  - 안전성평가기술그룹
  - 재료연구기술그룹
  - 연구부서
- 품질안전환경처

#### 경영관리본부
- 기획처
- 경영지원처
- 인사노무처
- 글로벌마케팅실
- 혁신성장전략실
- 재무관리실
- 정보보안실

#### 원자력본부
- 원자력사업관리실
- 원자력사업처
- 원자력기술그룹
- 기계기술그룹
- 배관기술그룹
- 전기기술그룹
- 계측제어기술그룹
- 토목건축기술그룹
- 사업관리기술그룹
- 원전O&M사업그룹
- 원전사후관리사업그룹
- 원전안전센터
- 사업부서

#### 에너지신사업본부
- 신사업관리실
- 신사업개발처
- 기계배관기술그룹
- 전기계측기술그룹
- 토목건축기술그룹
- 환경기술그룹
- 화력O&M사업그룹
- 신재생사업그룹
- 사업부서

#### 원자로설계개발단
- 원자로사업관리실
- 원자로사업개발처
- 유체계통설계그룹
- 기계설계그룹
- 계측제어설계그룹
- 안전해석그룹
- 원자로안전점검실
- 사업부서

## 관계사
| - 한국전력공사 - 한국남부발전(주) - 한국남동발전(주) | - 한국수력원자력(주) - 한국서부발전(주) - 한전원자력연료 | - 한국중부발전(주) - 한국동서발전(주) - 한전KDN | - 한전KPS - 한전산업개발 |

## 주요 설계 발전소
- 한국표준형원자력발전소 (OPR1000)
  - 영광 3,4,5,6호기 원자력발전소 (전라남도 영광군)
  - 울진 3,4,5,6호기 원자력발전소 (경상북도 울진군)
- 개선형 한국표준원자력발전소 (Improved OPR1000)
  - 신고리 1,2호기 (부산광역시 기장군)
  - 신월성 1,2호기 (경상북도 경주시)
- 신형경수로1400 (APR1400)
  - 신고리 3,4호기 (울산광역시 울주군)
  - 신울진 1,2호기 (경상북도 울진군)
  - BNPP 1,2,3,4호기(아랍에미리트, 알브라카)
- 중수로형 CANDU 원자력발전소
  - 월성 1,2,3,4호기 (경상북도 경주시)
- 1000MW 석탄화력화력발전소
  - 당진 9~10호기 (충남 당진시)
  - 신보령 1~2호기 (충남 보령시)
- 800MW 표준석탄화력화력발전소
  - 영흥 1~4호기 (인천광역시 옹진군)
- 500MW 표준석탄화력화력발전소
  - 보령 3~8호기 (충청남도 보령시)
  - 태안 1~8호기 (충청남도 태안군)
  - 삼천포 3~6호기 (경상남도 사천시)
  - 당진 1~8호기 (충청남도 당진시)
  - 하동1~8호기 (경상남도 하동군)
- 200MW 순환유동층 석탄화력화력발전소
  - 동해 1,2호기 (강원도 동해시)
- 복합화력 및 열병합발전소
  - 서인천복합 (인천광역시)
  - 평택복합 (경기도 평택시)
  - 일산복합증설 (경기 고양시)
  - 신인천복합 (인천광역시)
  - 제주한림가스 (제주시 한림읍)
  - 부산복합 (부산광역시)
  - GS부곡복합1호기 (충청남도 당진시)
  - 울산 제2복합 (울산광역시)
  - 인천복합 (인천광역시)
  - GS부곡복합2호기 (충청남도 당진시)
  - AFAM-VI (나이지리아)
  - MISURATA (리비아)
  - BENGHAZI (리비아)
  - 태안석탄가스화복합 (충청남도 태안군)
  - 서울복합 (서울특별시)
  - 목동열병합 (서울특별시)
  - 반월열병합 (경기도 안산시)
  - 신풍제지열병합 (경기도 평택시)
  - 롯데잠실열병합 (서울특별시)
  - 울산석유화학단지열병합 (울산광역시)
  - 구미열병합 (경상북도 구미시)
  - 금호열병합 (전라남도 여수시)
  - 분당열병합 (경기도 성남시)
  - 안양열병합 (경기도 안양시)
  - 부천열병합 (경기도 부천시)
  - 일산열병합 (경기도 고양시)
  - 일리한복합 (필리핀 일리한)
  - 율촌복합 (전남 여수시)
  - GS부곡복합3호기 (충남 당진시)

## 같이 보기
- 한국전력공사
- 한국수력원자력